# Werner Krüger (Schrittmacher)

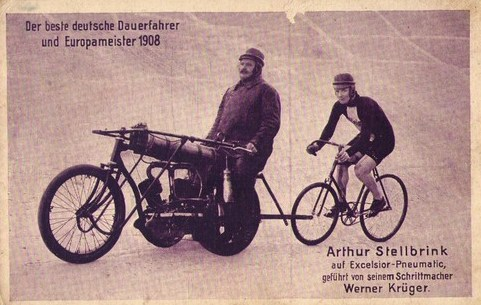
Werner Krüger mit Arthur Stellbrink

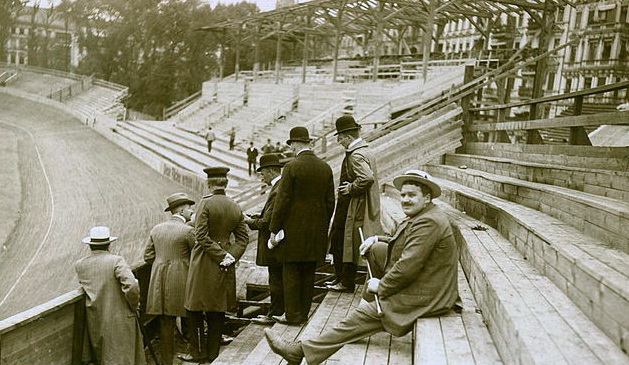
Werner Krüger (vorne) bei der Besichtigung der Radrennbahn „Botanischer Garten“ in Berlin nach der „Rennbahnkatastrophe“ am 18. Juli 1909

Werner Krüger (* 30. März 1878 in Kronsforde; † 21. Juli 1931 in Köln) war ein deutscher Radsportler und Schrittmacher.
Werner Krüger begann als kaufmännischer Lehrling in Lübeck mit dem Radsport. Da er gegen den Willen seiner Eltern Radrennen bestritt, legte er sich zunächst das Pseudonym „Sophus“ zu, später nannte er sich „Petersen“. Nachdem er als Amateur erfolgreich gewesen war, wurde er 1901 Profi. Mit dem später tödlich verunglückten Rennfahrer Karl Käser unternahm er 1904 eine Radtour auf dem Tandem, die bis Nizza führen sollte; in Basel mussten sie jedoch ihr Ansinnen aufgeben und den Rest des Weges mit dem Zug zurücklegen. Nach seiner Rückkehr von der Riviera wurde Krüger Schrittmacher, einer der erfolgreichsten vor dem Ersten Weltkrieg.
1903 führte Krüger den deutschen Fahrer Alfred Görnemann bei den UCI-Bahn-Weltmeisterschaften 1903 in Ordrup bei Kopenhagen zum dritten Platz bei den Profis sowie den Schweizer Edmond Audemars bei den Amateuren zur Weltmeisterschaft. Dafür wurde er später von Audemars in das Zürcher Nobelhotel „Baur au Lac“ eingeladen und mit einer goldenen Uhr beschenkt. Als ihm diese Jahre später in Berlin in einem Bus gestohlen wurde, ließ ihm Audemars anlässlich der UCI-Bahn-Weltmeisterschaften 1929 durch den Journalisten Fredy Budzinski eine neue Uhr zukommen. Zu Krügers weiteren Steher-Schützlingen gehörten so erfolgreiche Fahrer wie Gustav Janke, Bruno Demke und Erich Möller. Der Schrittmacher war sehr korpulent („der dicke Krüger“) und bot auch deshalb einen guten Windschatten.
Nach der WM 1903 führte Krüger Audemars bei weiteren Rennen in Deutschland; in Hannover stürzte er wegen eines geplatzten Hinterreifens, erlitt einen schweren Trümmerbruch des rechten Beins und hinkte fortan. Am 18. Juli 1909 platzte erneut ein Reifen an seiner Schrittmachermaschine während eines Rennens auf der Radrennbahn „Botanischer Garten“. Das folgende Ausweichmanöver eines Konkurrenten verursachte die Rennbahnkatastrophe von Berlin, bei der neun Zuschauer starben. Im selben Jahr wurde Krüger Deutscher Meister gemeinsam mit Arthur Stellbrink, 1913 und 1915 mit Janke.
1927 trat Werner Krüger als Schrittmacher zurück und leitete unter anderem die Jahrhunderthalle in Breslau sowie die Berliner „Olympia-Bahn“ als Veranstalter. 1930 ließ er sich zu einem Comeback überreden, um Paul Krewer zu führen, dessen Schrittmacher Christian Junggeburth nach einem Verkehrsunfall gestorben war. Am 21. Juli 1931 starb er als Schrittmacher des Belgiers Emile Thollembeek an den Folgen eines Sturzes auf der Radrennbahn von Köln-Riehl während des „Großen Steherpreises von Deutschland“.